# Leptoscyphus antarcticus
Leptoscyphus antarcticus là một loài rêu tản trong họ Geocalycaceae. Loài này được (C. Massal.) Solari miêu tả khoa học lần đầu tiên năm 1986.